# Danh sách câu lạc bộ bóng đá ở Quần đảo Cook
Đây là danh sách các câu lạc bộ bóng đá ở Quần đảo Cook.

## Câu lạc bộ năm 2011
- Arorangi FC
- Avatiu FC
- Matavera FC
- Nikao Sokattack FC
- Takuvaine FC
- Titikaveka FC
- Tupapa Maraerenga FC